# Górnośląski Trybunał Rozjemczy
Górnośląski Trybunał Rozjemczy  (niem. Schiedsgericht für Oberschlesien, ang. Arbitration Court of Upper Silesia, fr. Le Tribunal Arbitral pour la Haute-Silésie) z siedzibą w Bytomiu był jedną z dwóch międzynarodowych instytucji powstałych w 1922 na mocy podpisanej 15 maja tego roku w Genewie umowy polsko-niemieckiej o podziale Górnego Śląska (konwencja genewska o Górnym Śląsku), drugą była Górnośląska Komisja Mieszana z siedzibą w Katowicach. Celem obu instytucji był arbitraż między Polską i Niemcami w ewentualnych sporach wynikających z konwencji o Górnym Śląsku. Przewodniczącymi tych instytucji nie mogli być ani Polacy, ani Niemcy.
Na czele Trybunału stał Belg Georges Kaeckenbeeck, mianowany przez Radę Ligi Narodów. Prócz tego do Trybunału wchodziło 2 sędziów wyznaczanych przez zainteresowane rządy: polski (1923 - 28 Juliusz Kałużniacki, następnie Bronisław Stelmachowski) i niemiecki (1923 - 33 Rudolf Schneider, 1933 - 35 Herwegen, 1935 - 37 Freiherr von Steinacker). 